# Edwidge Danticat
Edwidge Danticat, född 19 januari 1969 i Port-au-Prince i Haiti, är en amerikansk-haitisk författare.

## Biografi
Danticat föddes i Port-au-Prince. När hon var två år gammal emigrerade hennes far André till New York och två år senare följde även modern Rose faderns spår. Därmed lämnades Danticat och hennes yngre bror Eliab att uppfostras av Danticats moster och morbror.
Vid tolv års ålder flyttade även Danticat till sina föräldrar i Brooklyn, New York. Två år senare publicerade hon sin första berättelse: A Haitian-American Christmas: Cremace and Creole Theatre i ett magasin för tonåringar. 
Efter att ha slutfört sin utbildning vid Clara Barton High School i Brooklyn fortsatte Danticat att studera vid Barnard College i New York. Först hade hon tänkt studera till lärare, men författarskapet var hennes stora intresse och istället fick hon en examen i fransk litteratur.
Hennes bok The Farming of Bones (1998) har givits ut flera gånger på svenska, och har beskrivits som en skicklig och berörande beskrivning av de fasansfulla händelserna under den så kallade Persiljemassakern 1937 i Dominikanska republiken.